# Tivadar Andrássy
Tivadar Graf Andrássy von Csíkszentkirály und Krasznahorka (* 10. Juli 1857 in Paris, Frankreich; † 13. Mai 1905 in Budapest, Österreich-Ungarn) war ein ungarischer Politiker, Mitglied des Ungarischen Reichstages, Kunstmaler und Mitglied der Ungarischen Akademie der Wissenschaften.

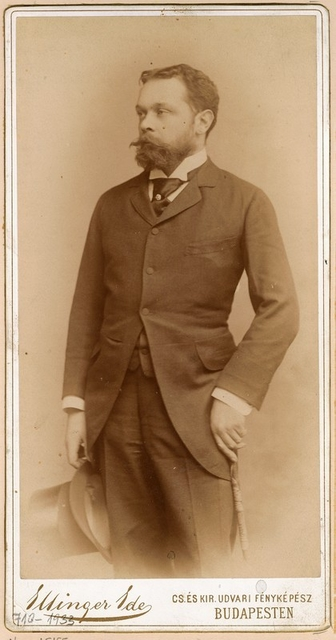
Tivadar Andrássy um das Jahr 1890

## Leben
Tivadar Andrássy von Csíkszentkirály und Krasznahorka war der älteste Sohn von Graf Gyula Andrássy von Csíkszentkirály und Krasznahorka und dessen Ehefrau Katalin Kendeffy von Malomvíz (* 1830, † 1896). Der Vater war ein ungarischer Staatsmann, der Ministerpräsident des Königreichs Ungarn (1867–1871) und Außenminister von Österreich-Ungarn (1871–1879) gewesen ist. Dem Wunsch der Eltern entsprechend sollte das Kind in Ungarn geboren werden, der Vater befand sich jedoch wegen Beteiligung in der Ungarischen Revolution 1848/1849 zu jener Zeit noch im Exil in Frankreich.
Durch Verwendung seiner Großmutter Etelka Szapáry (* 1798, † 1876) wurde sein Vater von Kaiser Franz Joseph I. begnadigt und so durfte die Familie 1860 wieder nach Ungarn zurückkehren. Nach Heimkehr der Familie erhielt Tivadar seine Erziehung und schulische Ausbildung in Wien und Budapest. Er nahm als Offizier eines Württembergischen Husarenregiments an der Besetzung Bosniens und der Herzegowina im Jahre 1878 teil.
Im Jahr 1881 wurde Tivadar zum Mitglied des Ungarischen Reichstages für den Bezirk Tőketerebes gewählt. 1890 und 1896 war er stellvertretender Vorsitzender des Unterhauses im Ungarischen Reichstag. In dieser Zeit wurde er von König Franz Joseph I. zum Geheimrat ernannt. Er war Mitglied der Ungarischen Akademie der Wissenschaften und des Ungarischen Nationalmuseums.
Tivadars Schwester, Ilona (* 1858, † 1952) war mit Lajos Graf Batthyány (* 1860, † 1951), dem Gouverneur von Fiume verheiratet. Der jüngere Bruder, Gyula Andrássy d. J., war Politiker und zwischen 1906 und 1910 Innenminister des Königreiches Ungarn und der letzte Außenminister Österreich-Ungarns.
Tivadar war ein begeisterter Kunstsammler, er war auch als Maler bekannt, vor allem beschäftigte er sich mit naturalistischer Landschaftsmalerei. In Tőketerebes unterstützte er finanziell die Künste. Ab 1890 war er Präsident der Ungarischen Akademie für Bildende Künste. Im Jahr 1907, zwei Jahre nach seinem Tod, wurden 80 seiner Werke in einer Sonderausstellung gezeigt und der Öffentlichkeit vorgestellt.
Tivadar Andrássy erwarb sich zwischen 1890 und 1904 an der Verschönerung seines Gutes in Tőketerebes große Verdiente. Er berief den Landschaftsarchitekten Louis Flament der einen 'Französischen Garten' anlegte und den naturnahen Englischen Landschaftspark veredelte.
Tivadar Andrássy war sein ganzes Leben lang politisch tätig. Er war Mitglied der Liberalen Partei (ung. Szabadelvű Part). Anlässlich einer Wahlkampfreise im Winter des Jahres 1905 fuhr er im offenen Wagen nach Gálszécs und Kassa um bei den kommenden Parlamentswahlen erfolgreich zu sein. Bei dieser Fahrt zog er sich eine schwere Erkältung zu, die in einer Lungenentzündung gipfelte. Von seinen Ärzten wurde ihm ein Aufenthalt an der Adria im damaligen Südungarn empfohlen. Während der Reise dorthin verschlechterte sich sein Gesundheitszustand sehr rasch, deshalb musste er in Budapest die Reise unterbrechen. Er starb in seinem Budapester Palais am 13. Mai 1905. Seine sterblichen Überreste wurden nach Tőketerebes überführt und im dortigen Andrássy-Mausoleum am 15. Mai 1905 beigesetzt.
Nach dem Tode von Tivadar Andrássy gingen dessen Güter auf dem Erbwege in den Besitz seines jüngeren Bruders Gyula Andrássy d. J. über.

## Nachkommen
Mit der Gräfin Eleonora Maria Rudolphine Zichy von Zich und Vásonkeö (* 28. März 1867 in Budapest, † 31. Januar 1945 ebd.), die er am 24. Juni 1885 heiratete, hatte er vier Töchter:
- Ilona (* 22. Mai 1886 in Tőketerebes, Österreich-Ungarn; † 21. August 1967 in Peterborough, Kanada)
- Borbála (* 9. Januar 1890 in Budapest, Österreich-Ungarn; † 18. August 1968 in Montreal, Kanada)
- Katalin (* 21. September 1892 in Tiszadob, † 12. Juni 1985 in Antibes, Frankreich)[4], war mit Mihály Károlyi verheiratet
- Klara (* 18. Januar 1898 in Budapest, Königreich Ungarn; † 12. April 1941 in Dubrovnik, Königreich Jugoslawien)

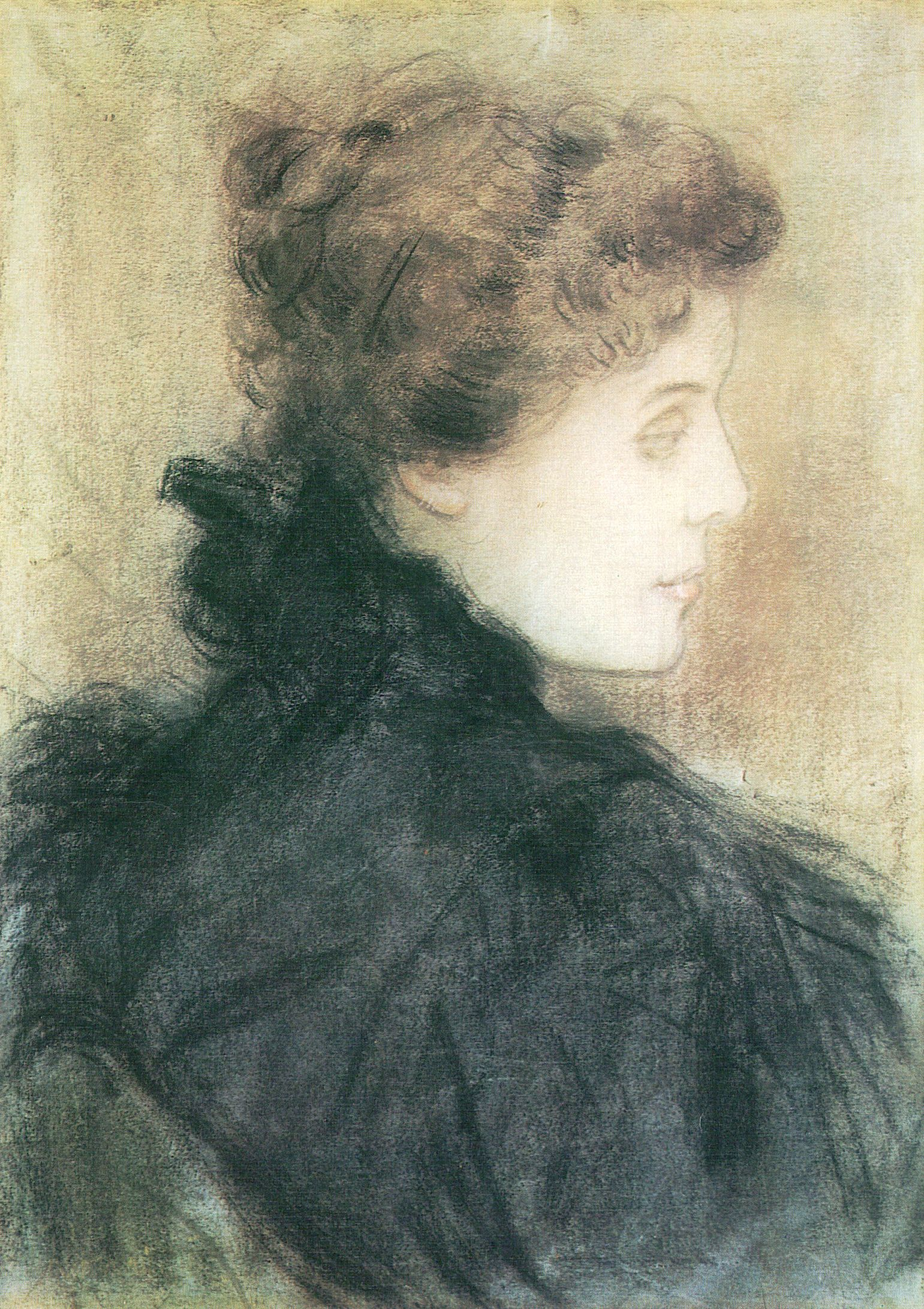
Eleonora Gräfin Zichy von Zich, Ehefrau von Tivadar Andrássy auf einem Gemälde von József Rippl-Rónai

Nach dem Tod von Tivadar Andrássy, heiratete seine Witwe Eleonora Zichy im Jahre 1909 ihren Schwager, Gyula Andrássy d. J., welcher der Pflegevater ihrer vier Töchter wurde und gleichzeitig war er auch gesetzlicher Vormund.